# Lovund
Lovund est une localité du comté de Nordland, en Norvège.

## Géographie
Administrativement, Lovund fait partie de la kommune de Lurøy. Le village est situé au nord-est de l'île Lovund.